# 2858 Carlosporter
2858 Carlosporter è un asteroide della fascia principale. Scoperto nel 1975, presenta un'orbita caratterizzata da un semiasse maggiore pari a 2,2672181 au e da un'eccentricità di 0,1943951, inclinata di 6,69943° rispetto all'eclittica.
L'asteroide è dedicato al biologo cileno Carlos Porter.